# Zivilgesetzbuch (Litauen)
Das Litauische Zivilgesetzbuch (lit. Lietuvos Respublikos civilinis kodeksas, LR CK) ist die umfassende litauische Privatrechtskodifikation und Hauptrechtsquelle des litauischen Zivil- und Handelsrechts (ein eigenständiges litauisches Handelsgesetzbuch wurde nicht verabschiedet). Das Litauische Zivilgesetzbuch löste das vorherige Modellgesetzbuch des sowjetischen Privatrechts ab und besteht aus 6 Büchern. Manche Rechtsnormen wurden aus europäischen Gesetzbüchern (bzw. Rechtsordnungen wie Frankreich, Niederlande, Deutschland) übernommen.
Das am 18. Juli 2000 verabschiedete Gesetz (Nr. VIII-1864) ist eine der neueren Zivilrechtskodifikationen in Europa und ersetzt das Zivilgesetzbuch der Litauischen Sozialistischen Sowjetrepublik von 1964 (Lietuvos TSR civilinis kodeksas) und das Ehe- und Familiengesetzbuch der Litauischen Sozialistischen Sowjetrepublik. Es trat am 1. Juli 2001 in Kraft (manche Normen erst am 1. Oktober 2001 oder am 1. Juli 2003).
Das neue Gesetzbuch wurde seit 1995 von Privatrechtswissenschaftlern der Rechtswissenschaftlichen Fakultät der Universität Vilnius vorbereitet. Die Arbeitsgruppe wurde von Valentinas Mikelėnas geleitet.

## Gliederung
1. Erstes Buch. Allgemeine Vorschriften (Pirmoji knyga. Bendrosios nuostatos)
2. Zweites Buch. Personen (Antroji knyga. Asmenys)
3. Drittes Buch. Familienrecht (Trečioji knyga. Šeimos teisė)
4. Viertes Buch. Sachenrecht (Ketvirtoji knyga. Daiktinė teisė)
5. Fünftes Buch. Erbrecht (Penktoji knyga. Paveldėjimo teisė)
6. Sechstes Buch. Schuldrecht (Šeštoji knyga. Prievolių teisė).